# Katharévousa

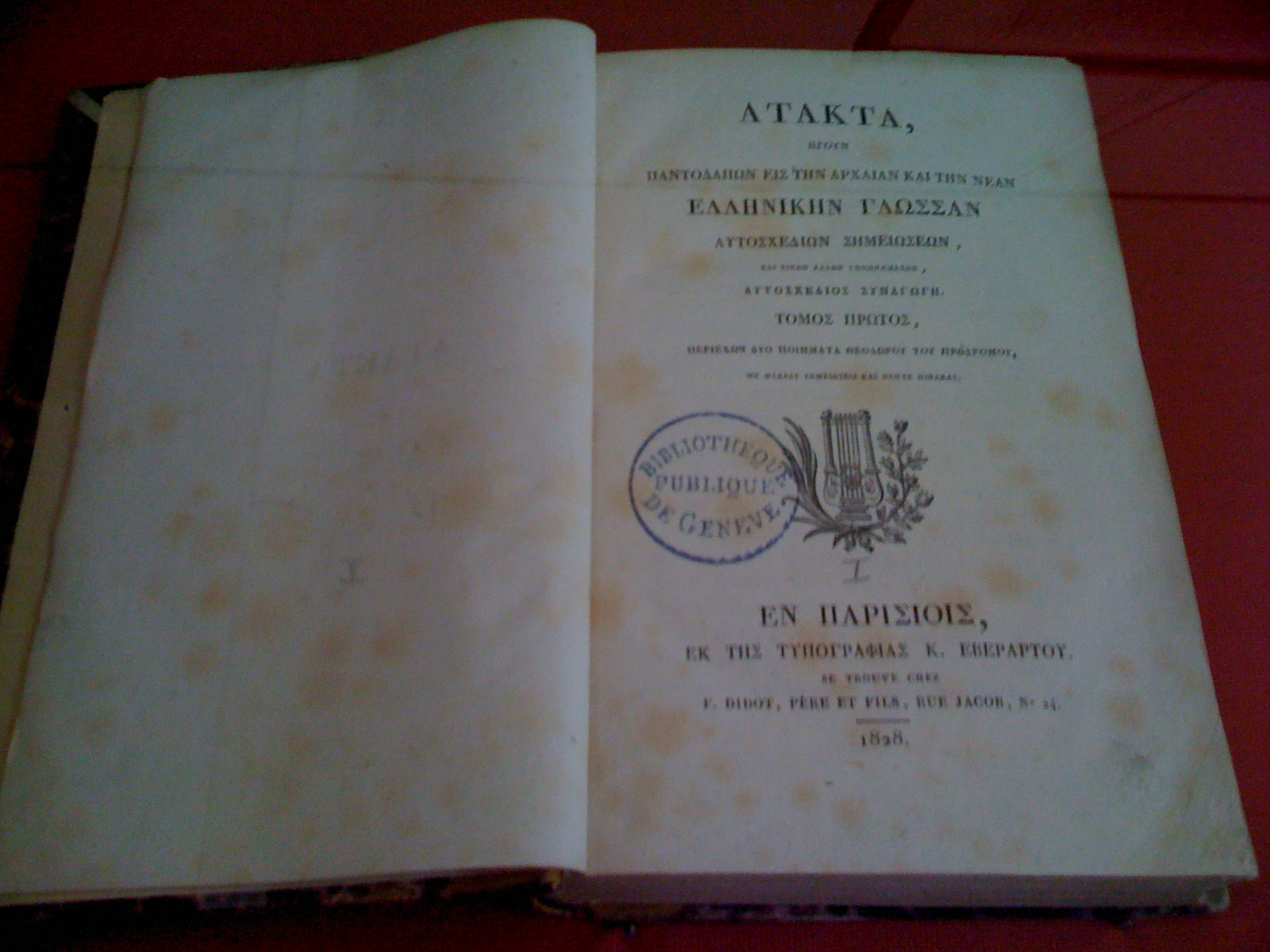
Mélanges pour l'étude du grec ancien et du grec moderne par Adamántios Koraïs (1748-1833) - Paris en 1826-1835 - Pièce exposée à l'Institut et musée Voltaire de Genève (Suisse).

La katharévousa (en grec moderne : καθαρεύουσα /kaθaˈɾɛvusa/), généralement traduit par « grec purifié » ou « langue purifiée », est une forme du grec moderne. Cette langue artificielle est héritée de la tradition atticiste des grammairiens alexandrins.

## Histoire
La katharévousa est conçue à partir du XVIIIe siècle pour « purger » la langue grecque moderne des influences étrangères mais sans pour autant revenir au grec ancien. Le mot « katharévousa » signifie d'ailleurs à peu près « purifiée », en ce sens qu'il s'agit d'une tentative de rétablir la langue grecque moderne, telle qu'elle aurait pu évoluer à partir du grec ancien, s'il n'y avait pas eu d'influences étrangères diverses.
Ainsi, la katharévousa intègre des équivalents issus du grec ancien pour remplacer les emprunts étrangers, surtout turcs et italiens ; elle est également dotée d’une grammaire archaïque bien que simplifiée. De ce fait, la katharévousa est beaucoup moins « balkanisante » que la langue populaire ou démotique (δημοτική/dimotikí) parlée par la population au quotidien.
Dès le XIXe siècle, un long débat oppose les tenants de la langue démotique (δημοτική / dimotikí) à ceux de la katharévousa. La querelle linguistique prend souvent une dimension politique et religieuse.
La katharévousa accède au statut de langue officielle du royaume de Grèce en 1833 mais ne devient jamais populaire : ce n'était en effet pas la langue du peuple. Elle atteint son apogée pendant la période 1830-1880, durant laquelle la langue démotique se trouve brimée et méprisée. En littérature, elle est représentée, entre autres, par les chefs-d'œuvre d'Alexándros Papadiamádis (dans les parties narratives de ses romans et nouvelles, à l'exception des parties dialoguées, écrites en langue démotique). Les chefs de file de la génération de 1880, Yánnis Psicháris et Kostís Palamás réussissent à imposer la langue démotique comme langue littéraire.
Ce n'est qu'en 1976 que la langue démotique remplace officiellement la katharévousa comme langue officielle en Grèce.

## Situation actuelle
Malgré la perte de son statut officiel, la katharévousa est encore parfois utilisée, notamment dans les milieux conservateurs et ecclésiastiques.
Par ailleurs, la langue parlée a intégré un certain nombre de formes et de tournures « puristes ». Celles-ci peuvent aussi être employées par des humoristes, tels Márkos Seferlís, pour singer le snobisme des milieux huppés.